# Nate McDowell
Pour les articles homonymes, voir McDowell.
Nate McDowell, officiellement Nathan G. McDowell, est un athlète américain né le 26 décembre 1971 à Seattle. Spécialiste de l'ultra-trail, il a notamment remporté la Way Too Cool 50K Endurance Run en 2001, la Wasatch Front 100 Mile Endurance Run en 2002 et la Speedgoat 50K en 2008.

## Résultats
| no  | masculin           | Course            | Longueur | Départ            | Temps            |
| --- | ------------------ | ----------------- | -------- | ----------------- | ---------------- |
| 2e  | Médaille d'argent  | Way Too Cool 50K  | 50 km    | 11 mars 2000      | 03 h 45 min 37 s |
| 1er | Médaille d'or      | Way Too Cool 50K  | 50 km    | 10 mars 2001      | 03 h 36 min 57 s |
| 1er | Médaille d'or      | Wasatch Front 100 | 100 mi   | 7 septembre 2002  | 19 h 52 min 25 s |
| 1er | Médaille d'or      | Speedgoat 50K     | 50 km    | 26 juillet 2008   | 05 h 43 min 42 s |
| 3e  | Médaille de bronze | Bear 100          | 100 mi   | 26 septembre 2008 | 21 h 06 min 00 s |